# Maksim Medvedev
Pour les articles homonymes, voir Medvedev.
Maksim Medvedev, né le 29 septembre 1989 à Bakou en Azerbaïdjan, est un footballeur international azerbaïdjanais, qui évolue au poste de défenseur.

## Biographie

### Carrière de joueur
Maksim Medvedev dispute 4 matchs en Ligue des champions et 34 matchs en Ligue Europa.

### Carrière internationale
Maksim Medvedev compte 62 sélections avec l'équipe d'Azerbaïdjan depuis 2009. 
Il est convoqué pour la première fois par le sélectionneur national Berti Vogts pour un match des éliminatoires de la Coupe du monde 2010 contre le Liechtenstein le 10 octobre 2009 (victoire 2-0).

## Palmarès
- Avec le Qarabağ Ağdam
  - Champion d'Azerbaïdjan en 2014, 2015, 2016, 2017 et 2018
  - Vainqueur de la Coupe d'Azerbaïdjan en 2009, 2015, 2016 et 2017